# Longobardi in Italia: i luoghi del potere
Longobardi in Italia: i luoghi del potere (568-774) è un sito seriale italiano inserito dall'UNESCO nella Lista del Patrimonio Mondiale il 25 giugno 2011. La serie comprende sette località in cui sono custoditi beni artistico-monumentali dell'epoca longobarda. Si tratta di testimonianze architettoniche, pittoriche e scultoree dell'arte longobarda, la cui candidatura era stata avviata nel marzo 2008 con l'iniziale denominazione di: "Italia Langobardorum. Centri di potere e di culto (568-774 d.C.)".

## I sette luoghi del sito seriale

### Cividale del Friuli
A Cividale del Friuli (Udine) fa parte del sito seriale la cosiddetta "area della Gastaldaga" con il Tempietto longobardo e il "Complesso episcopale" che include i resti del Palazzo patriarcale sottostanti al Museo archeologico nazionale.
Il Tempietto, oggi oratorio di Santa Maria in Valle, è la più importante e meglio conservata testimonianza architettonica dell'epoca longobarda ed è particolarmente importante perché segna la convivenza di motivi prettamente longobardi (nei Fregi, per esempio) e una ripresa dei modelli classici, creando una sorta di continuità aulica ininterrotta tra l'arte classica, l'arte longobarda e l'arte carolingia e ottoniana.
Il Complesso episcopale del patriarca Callisto costituiva il principale complesso religioso della capitale dell'importante Ducato del Friuli e comprendeva la basilica, il battistero di San Giovanni Battista e il Palazzo patriarcale. Gli scavi archeologici hanno restituito solo poche tracce delle opere architettoniche, ma hanno consentito di recuperare alcuni tra i manufatti più raffinati della scultura longobarda, come il Fonte battesimale del patriarca Callisto e l'Altare del duca Rachis.

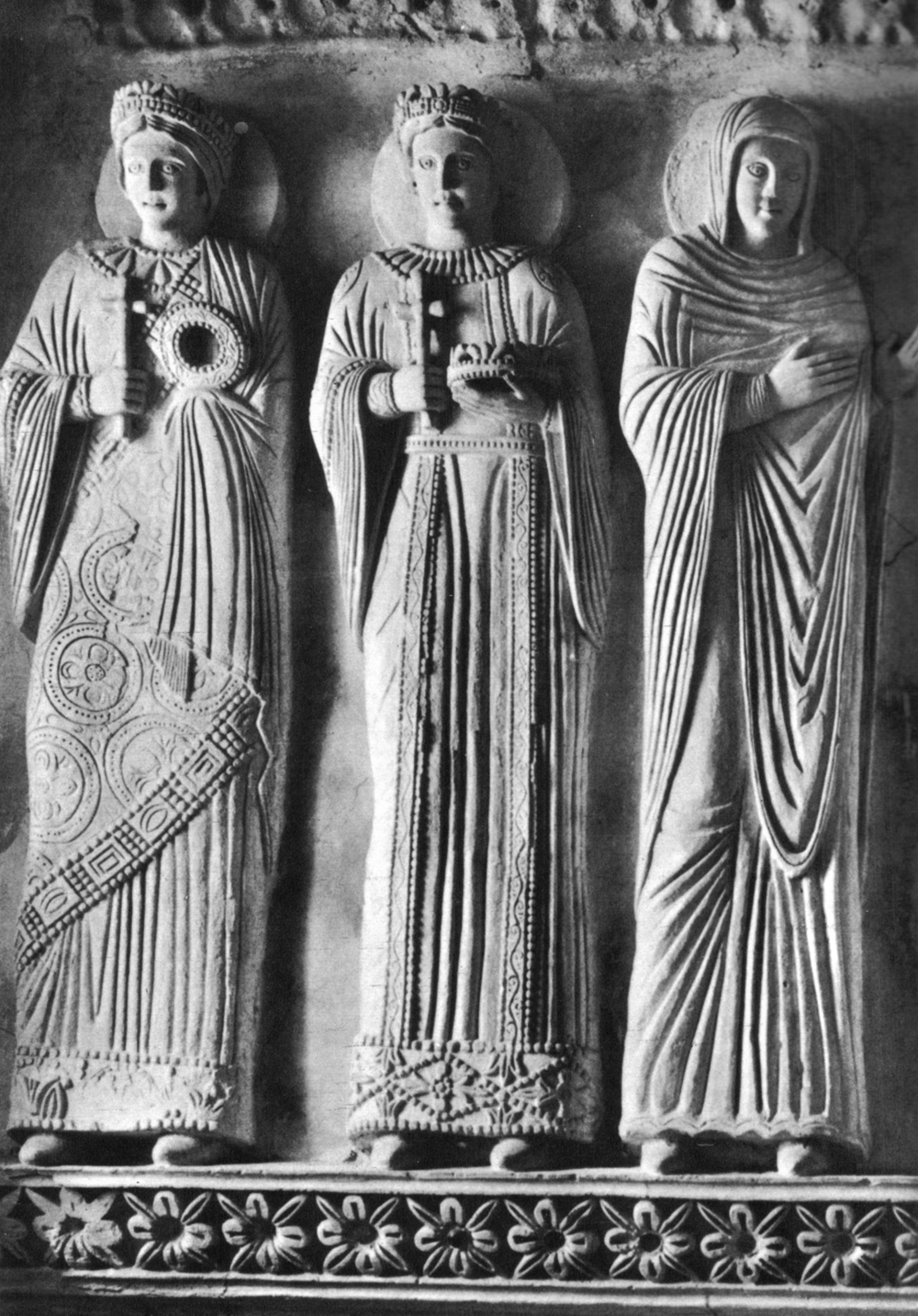
Tempietto longobardo, figure di Sante in stucco
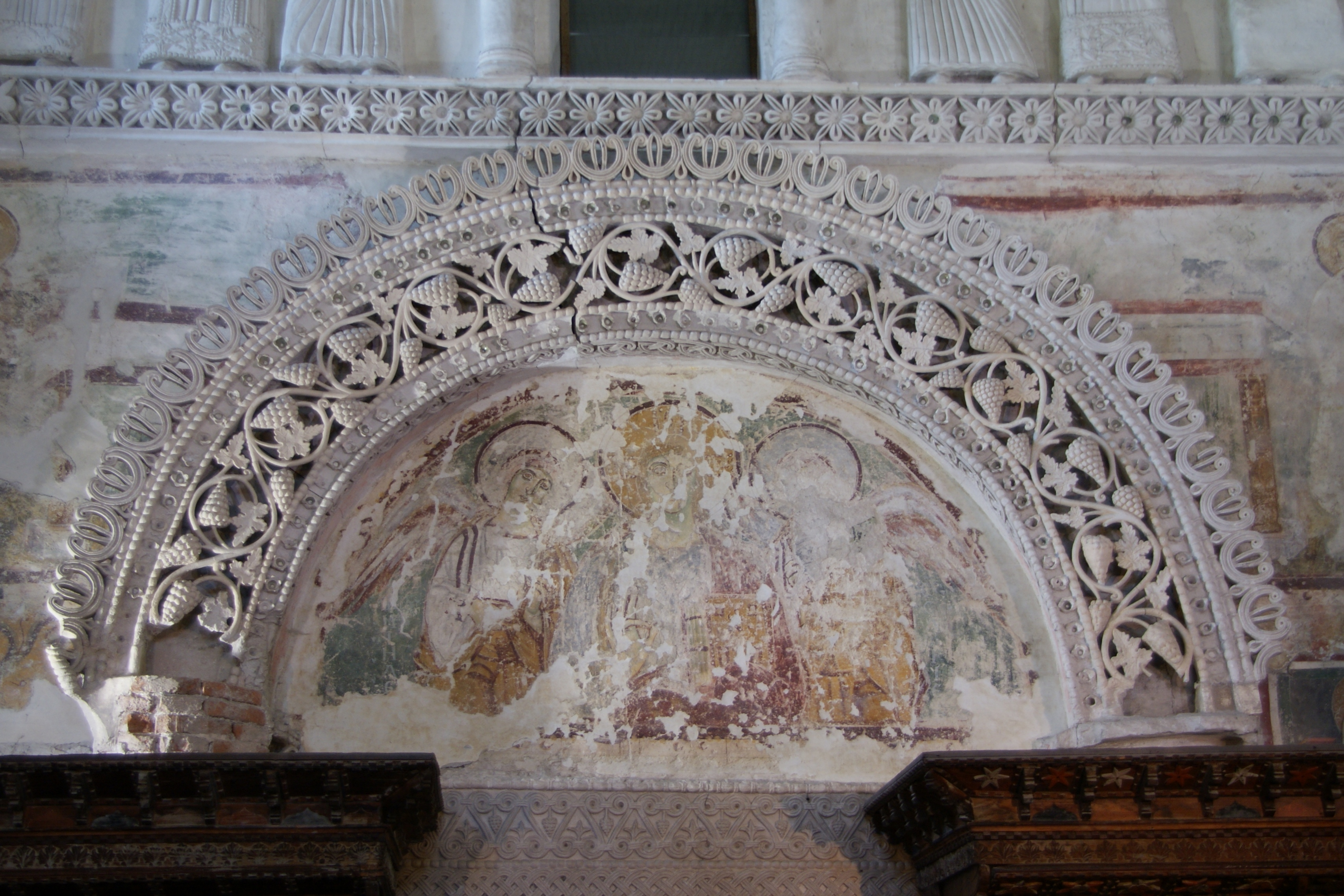
Tempietto longobardo, lunetta
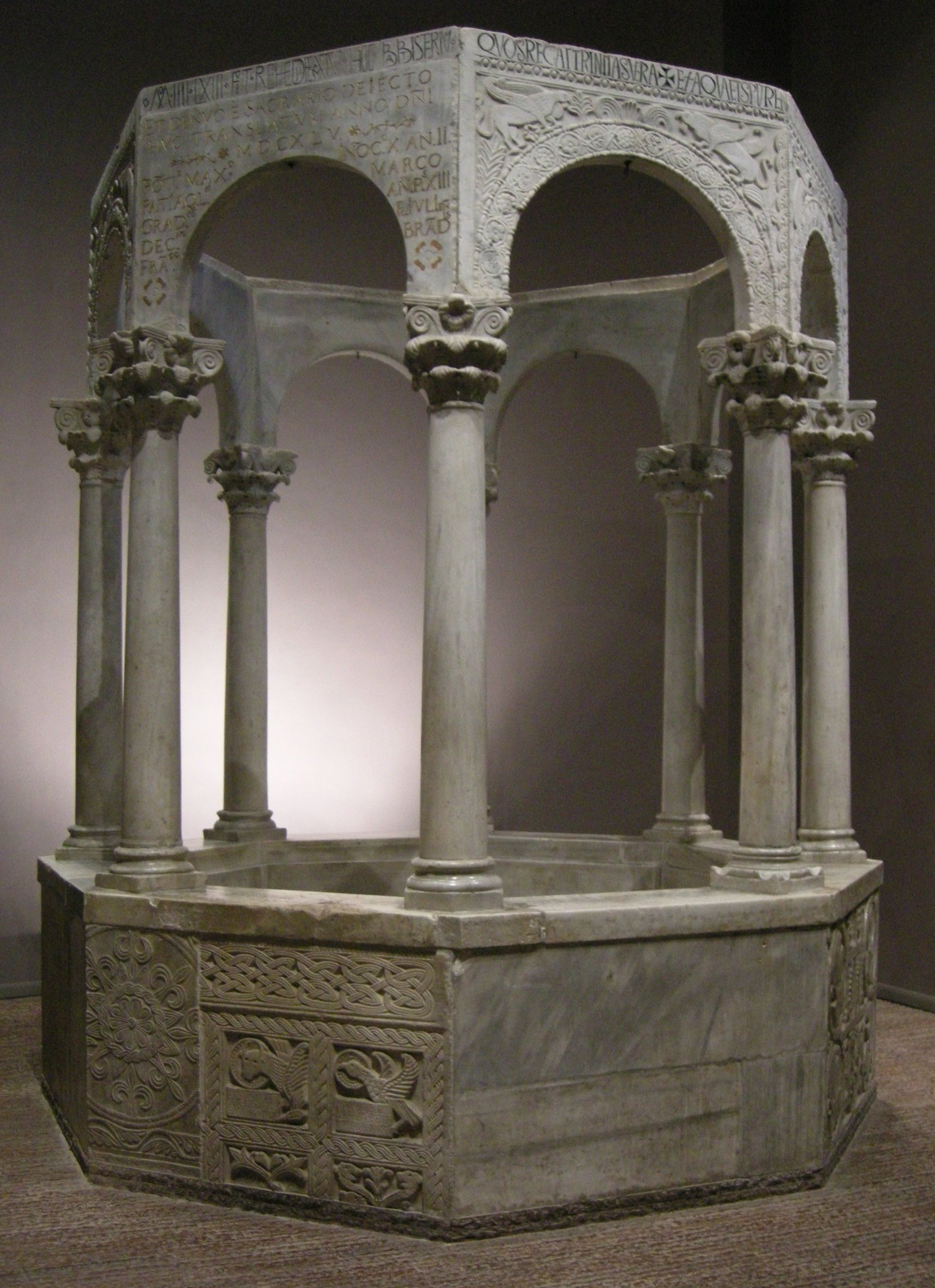
Fonte battesimale del patriarca Callisto (Museo cristiano e tesoro del duomo)
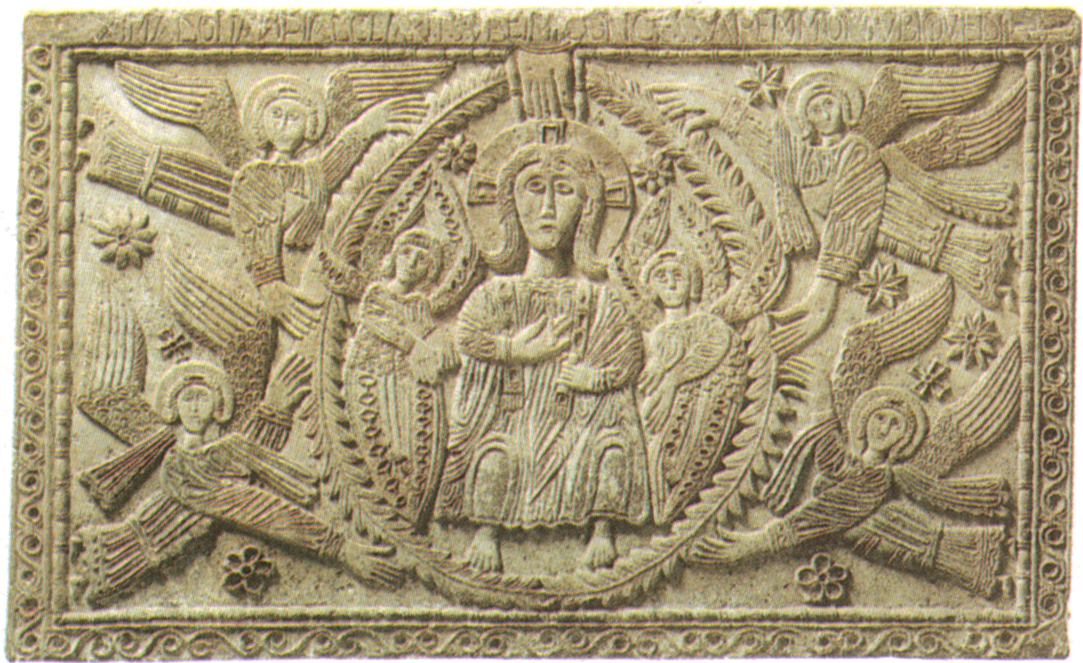
Maiestas Domini, rilievo dell'Altare del duca Rachis (Museo cristiano e tesoro del duomo)

### Brescia
A Brescia rientrano nel patrimonio UNESCO il monastero di Santa Giulia con la basilica di San Salvatore e l'area archeologica del foro romano.
Fondata nel 753 come chiesa del monastero femminile per volere del duca di Brescia Desiderio, futuro re dei Longobardi, e di sua moglie Ansa, la basilica di San Salvatore, caratterizzata dal contemporaneo utilizzo di stilemi longobardi e motivi decorativi classici e bizantini, rappresenta uno dei maggiori esempi di architettura religiosa altomedioevale. Nel corso dei secoli fu più volte rimaneggiata ed entrò a far parte del nuovo complesso conventuale, la cui chiesa dedicata a Santa Giulia fu terminata nel 1599.
A ovest del complesso monastico si trova la zona monumentale costituita dal Capitolium, dal santuario repubblicano e dal teatro romano, strettamente legata alle vicende che riguardano San Salvatore-Santa Giulia. Il più antico edificio religioso del foro romano risale alla fine del I secolo a.C. L'eccellente livello di conservazione degli elementi architettonici e decorativi fa di quest'area archeologica un esempio unico nell'Italia settentrionale.

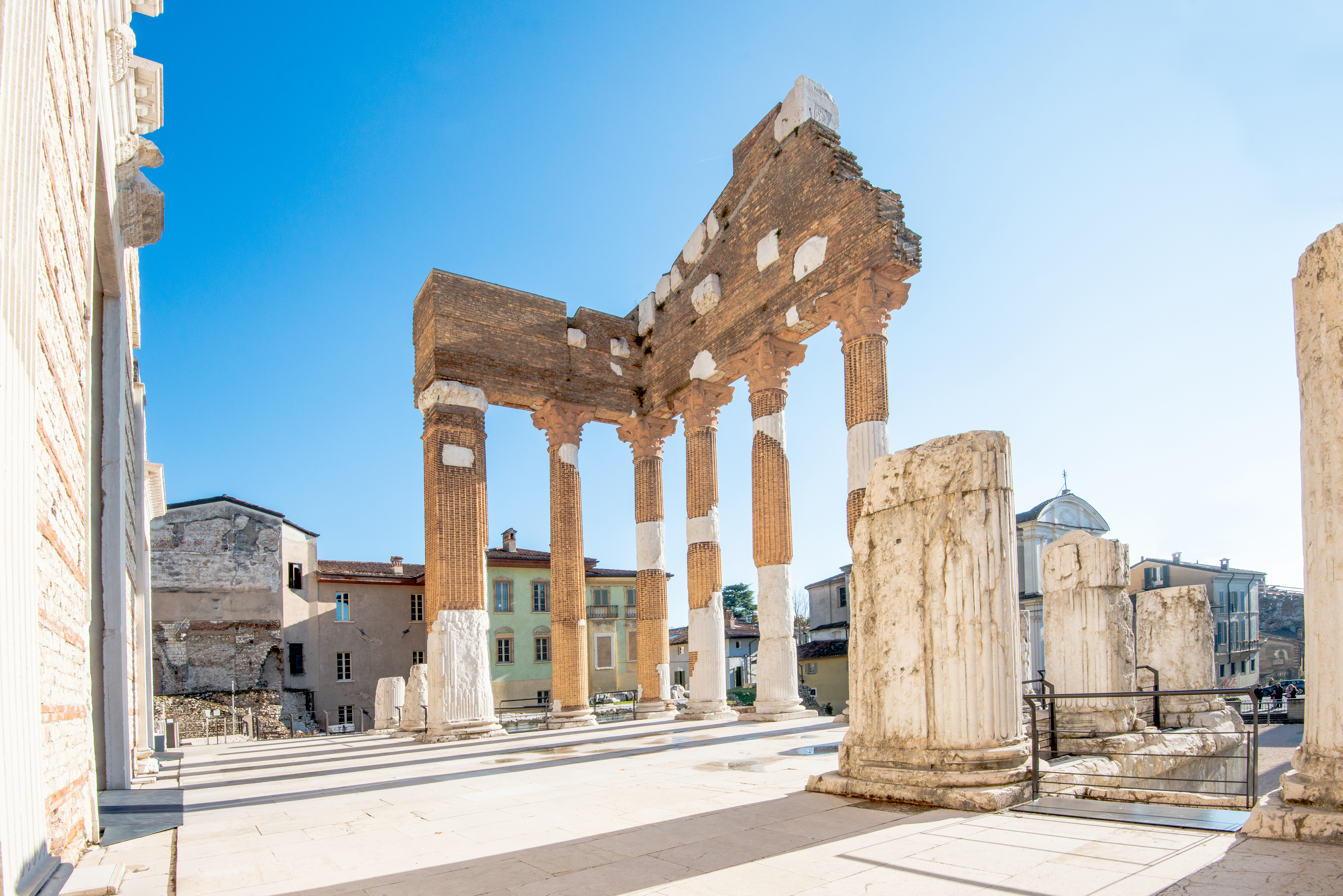
Foro Romano
San Salvatore, navata principale
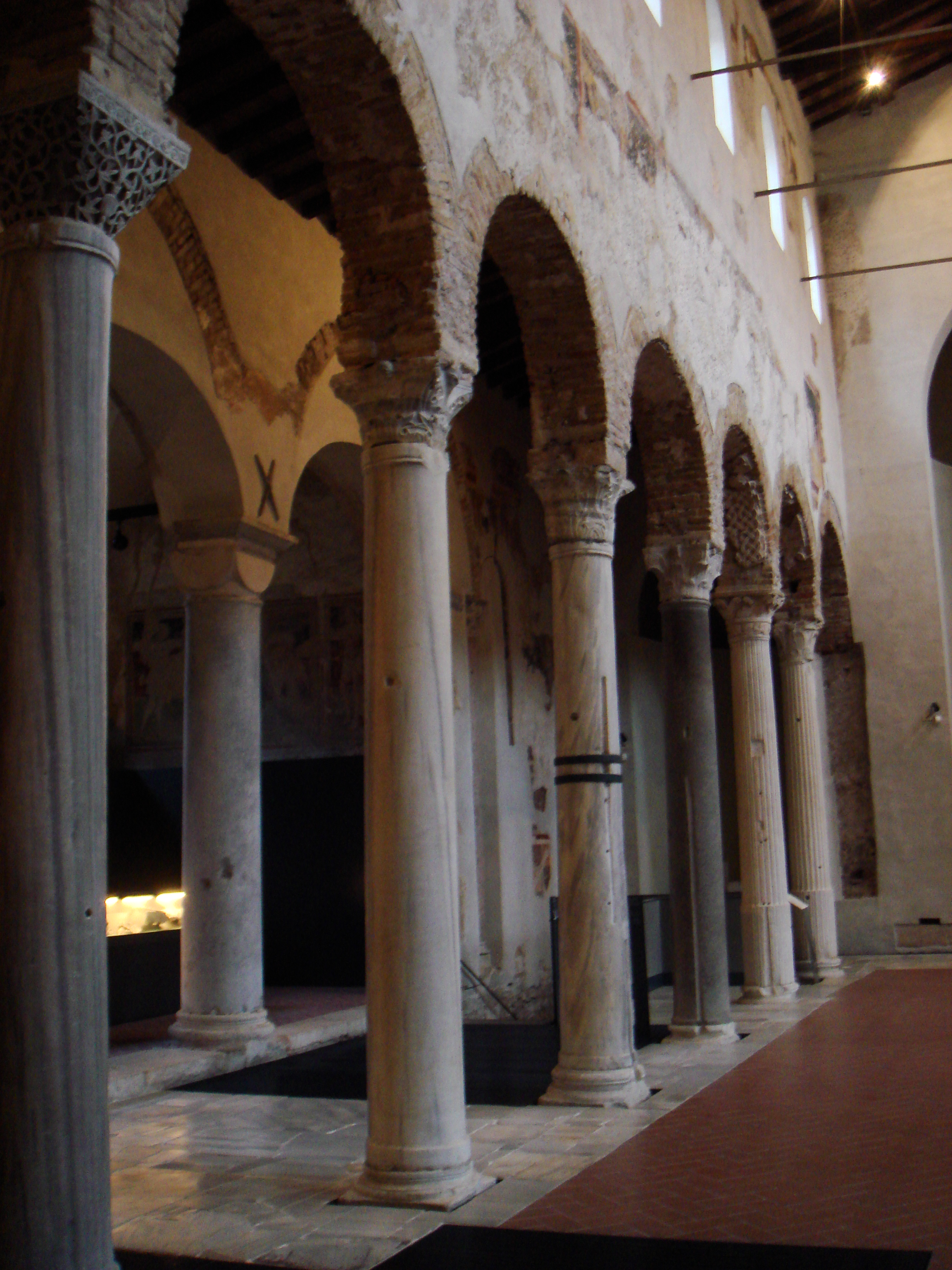
San Salvatore, particolare del colonnato con riutilizzo di colonne romane
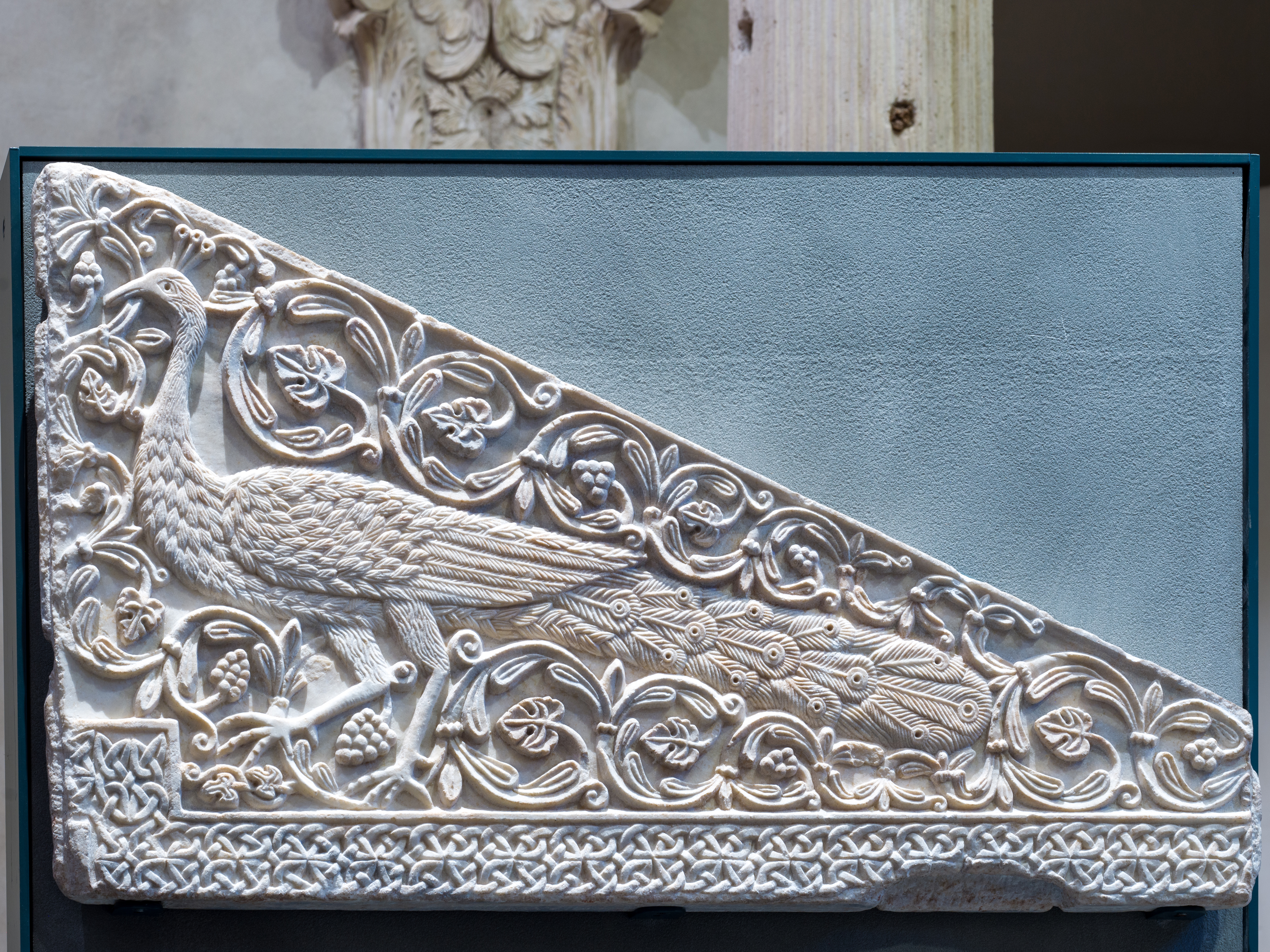
San Salvatore, Lastra con pavone

### Castelseprio
A Castelseprio (Varese) il sito riconosce l’area del castrum con il monastero di Torba, la chiesa di Santa Maria foris portas con i suoi affreschi e i ruderi della basilica di San Giovanni Evangelista. I Longobardi trasformarono il castrum di Castelseprio, già avamposto militare romano e bastione difensivo ostrogoto, prima in una stazione commerciale e poi in un monastero (VIII secolo).
Del monastero si conserva la torre, edificata dagli Ostrogoti e riadattata a fini monastici dai Longobardi, e la piccola chiesa intitolata alla Vergine. Della grande basilica di Castelseprio, a tre navate con abside centrale e absidiola, rimangono soltanto ruderi, mentre Santa Maria foris portas si è conservata intatta, incluse ampie porzioni dei suoi affreschi absidali che costituiscono uno dei più ampi reperti di pittura murale dell'intero Alto Medioevo.

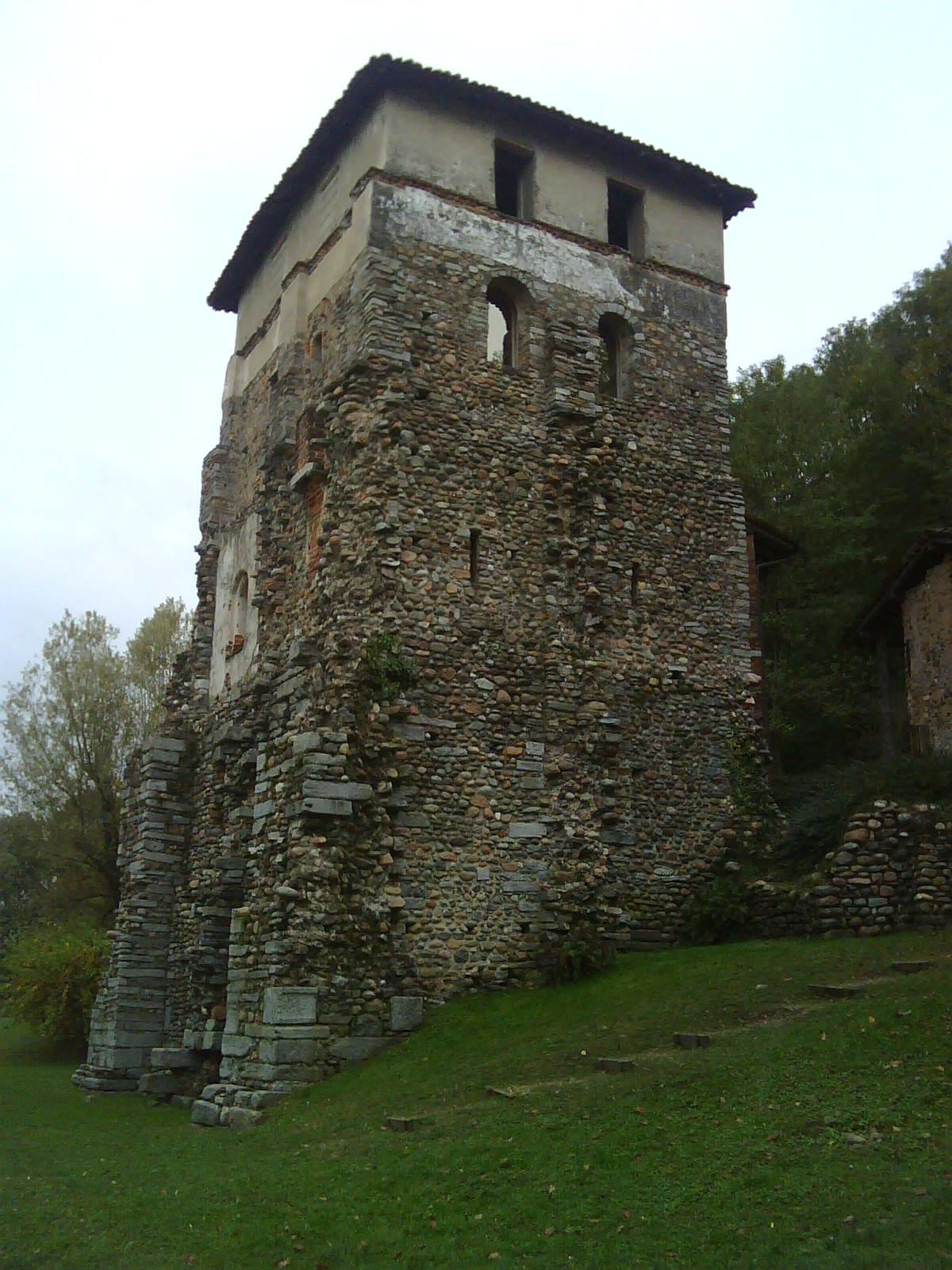
Torre di Torba
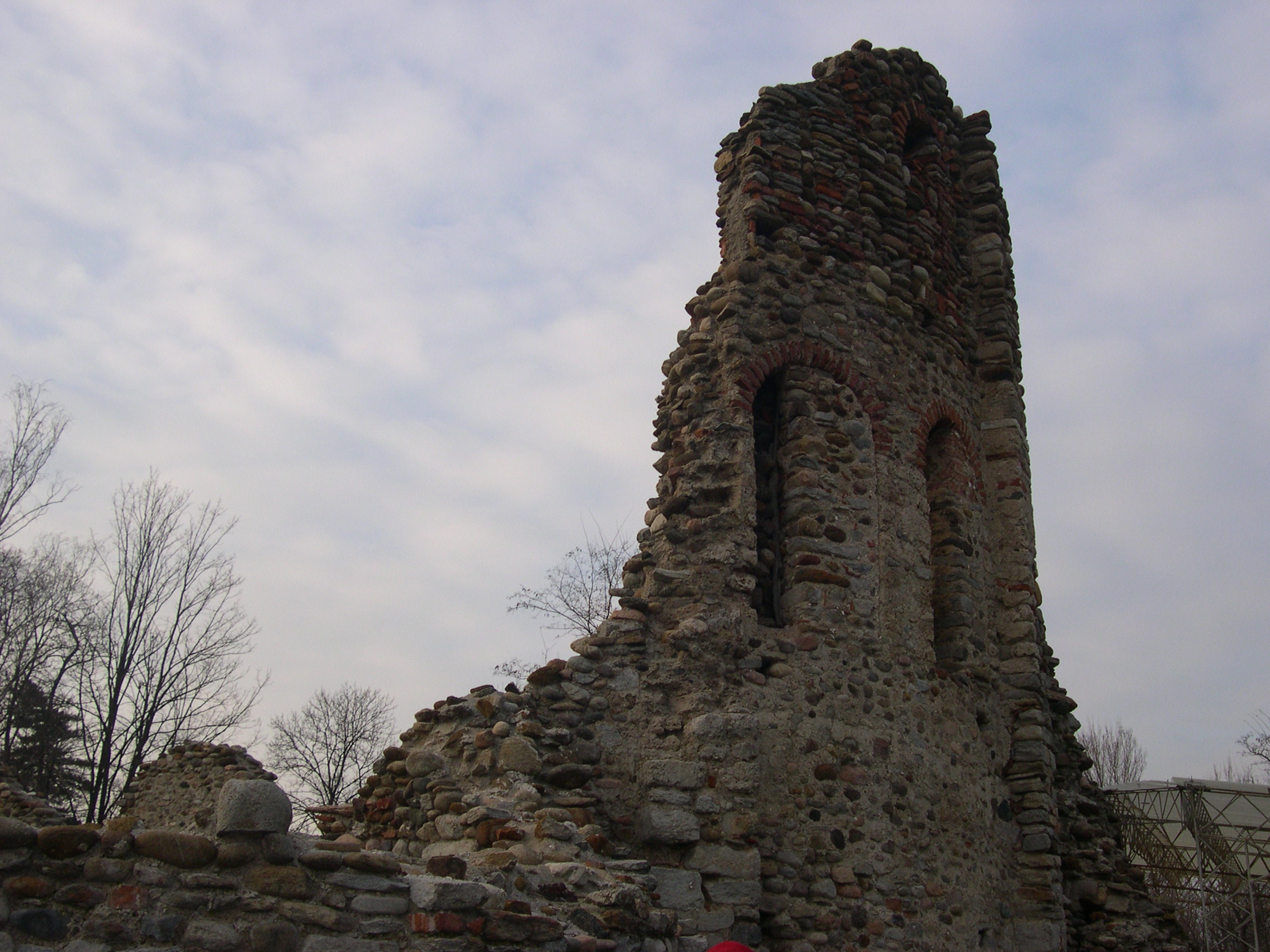
Ruderi della basilica di San Giovanni Evangelista
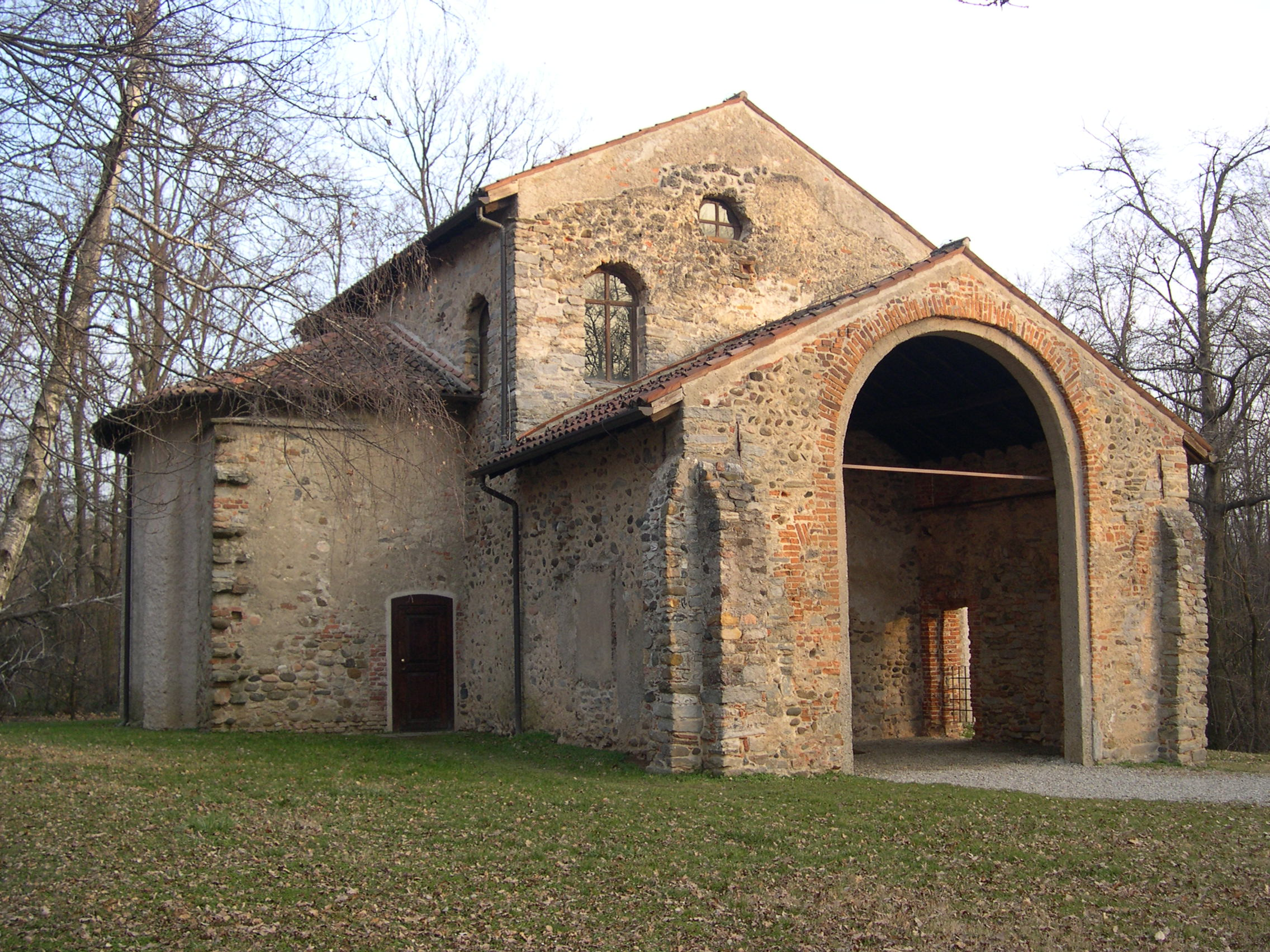
Santa Maria foris portas
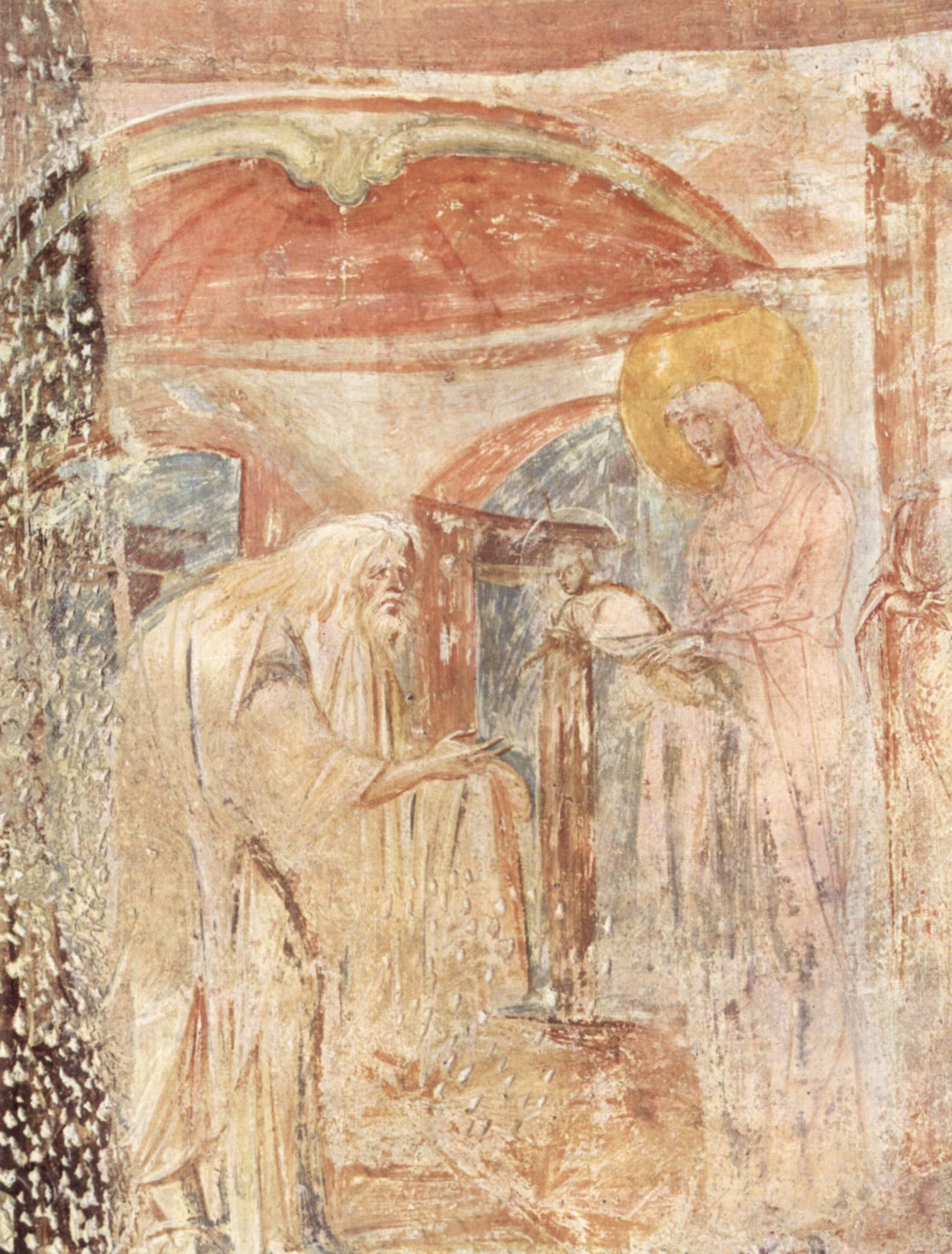
Santa Maria foris portas, Presentazione al Tempio (particolare del ciclo di affreschi)

### Spoleto
A Spoleto (Perugia) il patrimonio include la basilica di San Salvatore. Già basilica paleocristiana del IV-V secolo, fu ampiamente rinnovata dai Longobardi nell'VIII secolo. L'impianto è a tre navate; anche il presbiterio è tripartito, ed è coperto da una volta a base ottagonale. L'abside è semicircolare ed è esternamente chiusa da un muro rettilineo; ai lati la fiancheggiano due ambienti absidati, con volta a crociera. L'interno ha perduto l'originale decorazione a stucco e pittorica, ma conserva la ricca trabeazione con fregio dorico, impostata su colonne anch'esse doriche o corinzie. Dell'originale facciata dell'VIII secolo, scandita da lesene e divisa in due ordini da una cornice, si conservano solo le cornici delle finestre e i tre portali scolpiti con motivi classici.

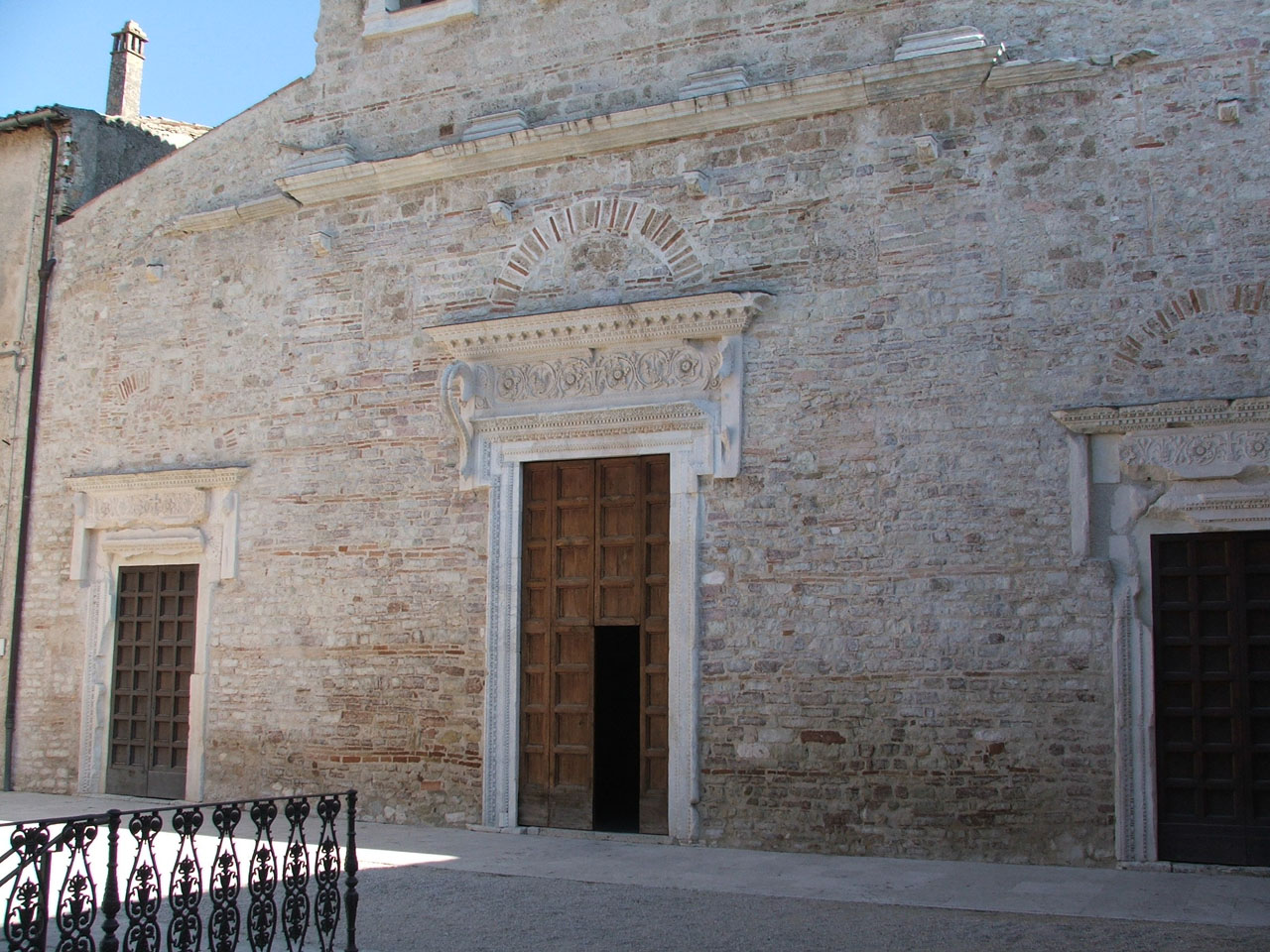
San Salvatore, facciata
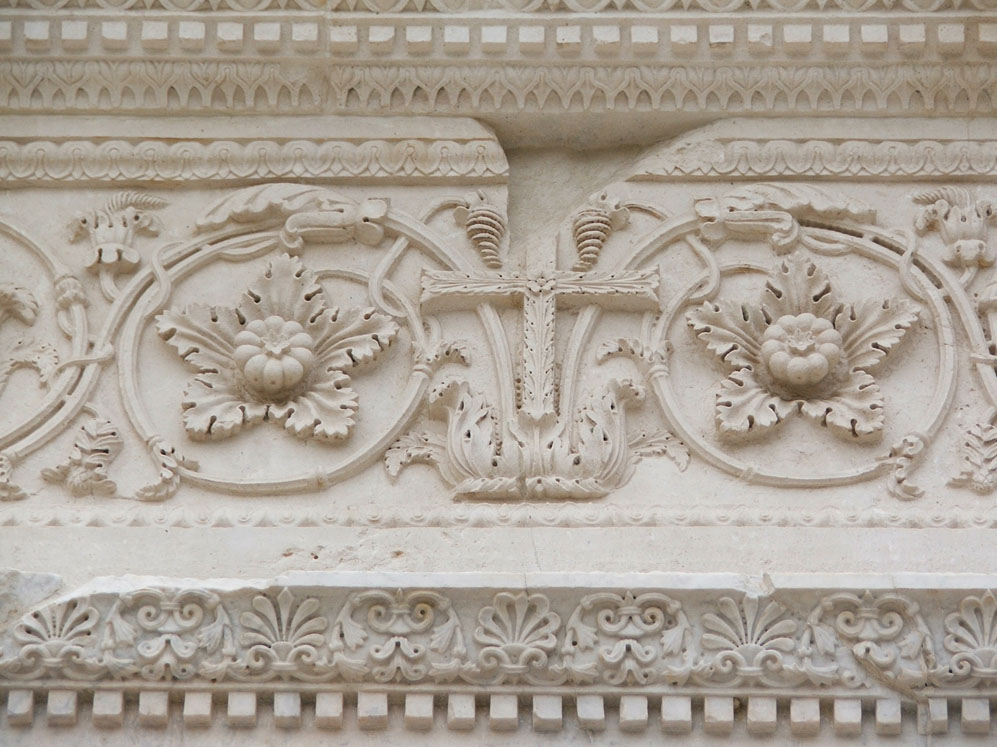
San Salvatore, portale (particolare)
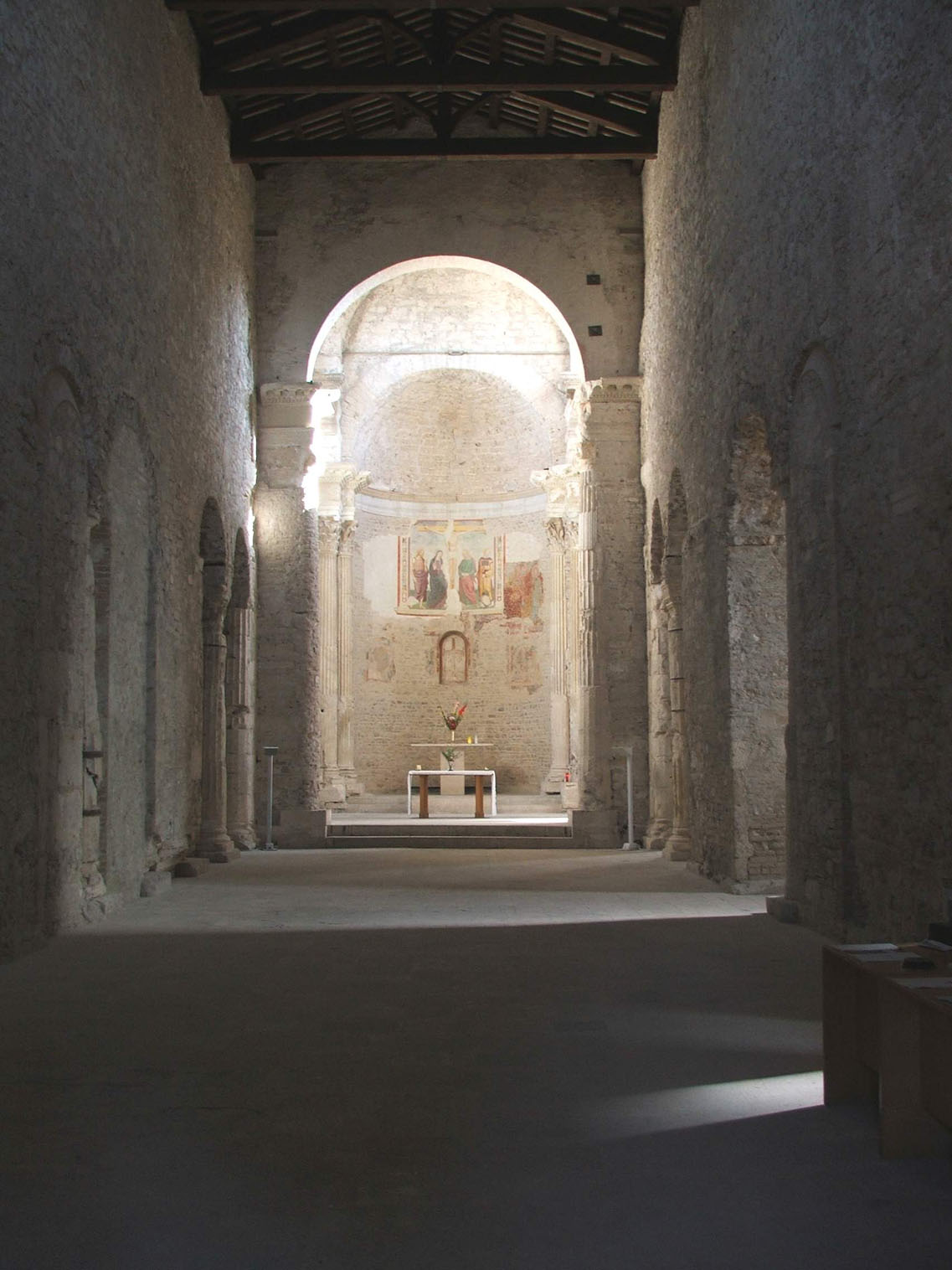
San Salvatore, navata centrale
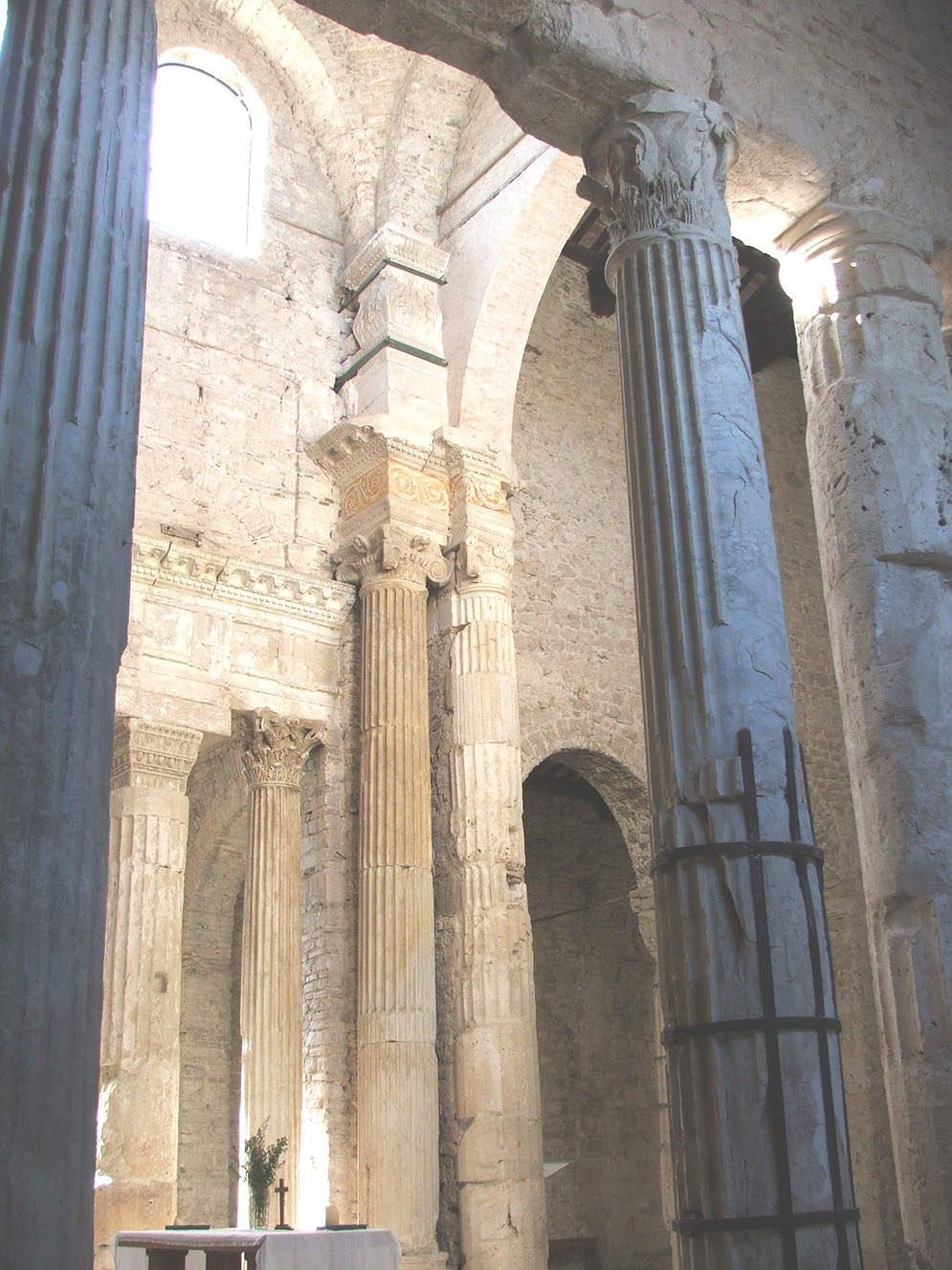
San Salvatore, presbiterio

### Campello sul Clitunno
A Campello sul Clitunno (Perugia) fa parte del sito seriale una piccola chiesa dedicata a San Salvatore, a forma di tempietto corinzio tetrastilo in antis. I costruttori hanno riutilizzato probabilmente i resti di un più antico sacello pagano e materiali di reimpiego; la maggior parte degli ornamenti scolpiti sono tuttavia manufatti originali e non reimpieghi di elementi di età romana. Sull'architrave si trovano, sui lati ovest, sud e nord, iscrizioni in caratteri maiuscoli romani quadrati, rarissimo esempio di epigrafia monumentale altomedievale. L'interno comprende la cella, coperta da volta a botte e con edicola che inquadra l'abside sul fondo. Sono presenti affreschi del VII secolo.

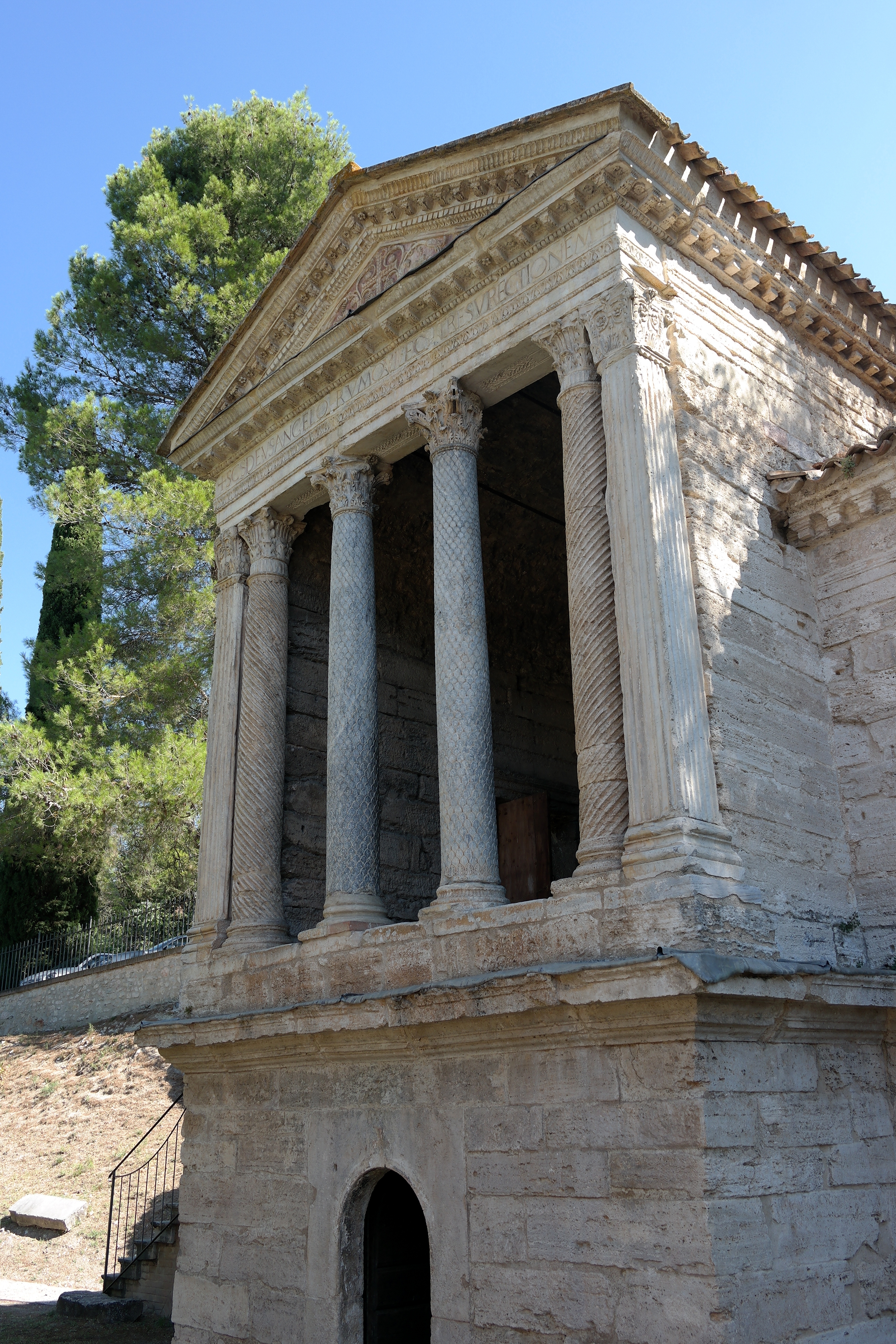
Tempietto del Clitunno, facciata
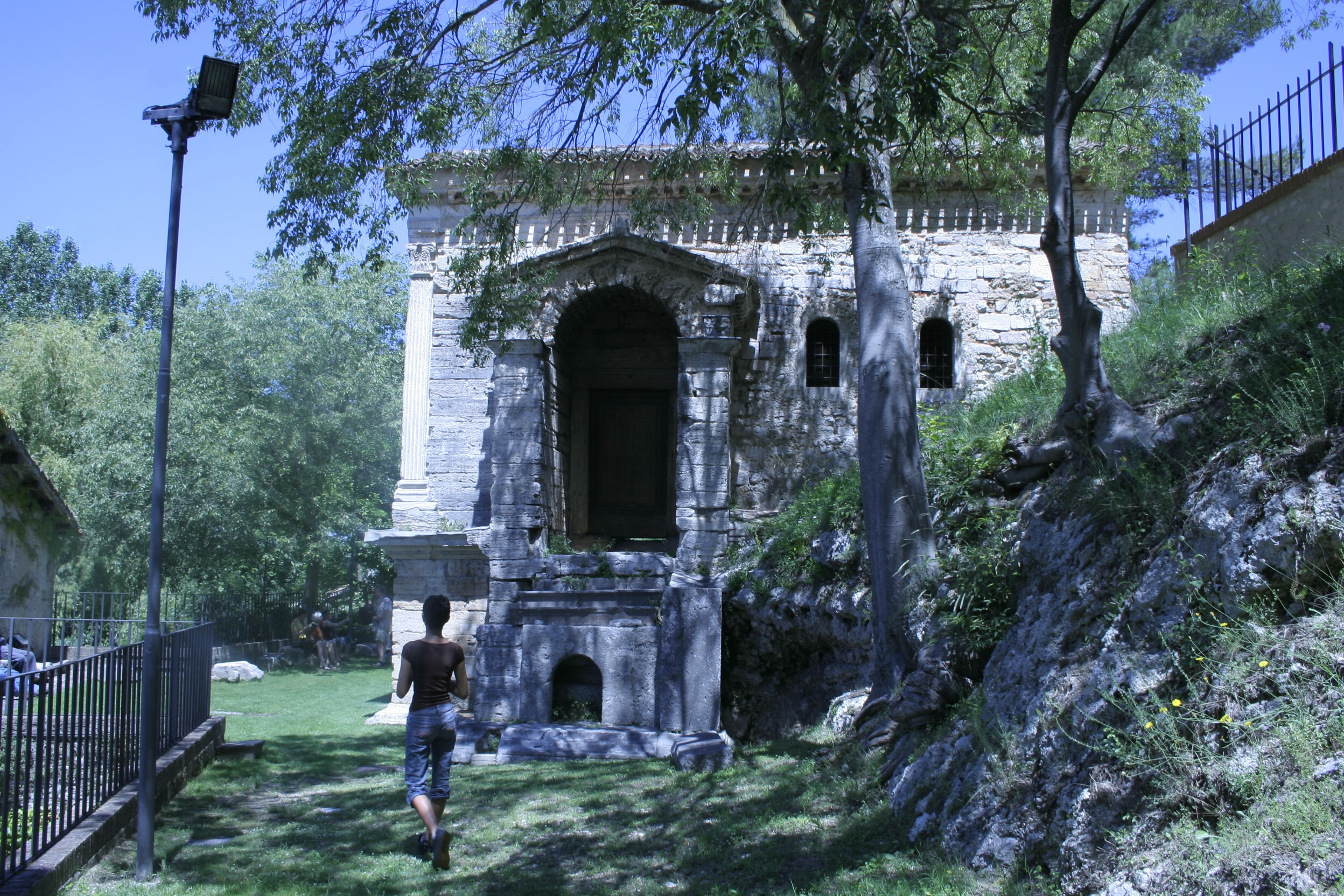
Tempietto del Clitunno, veduta laterale
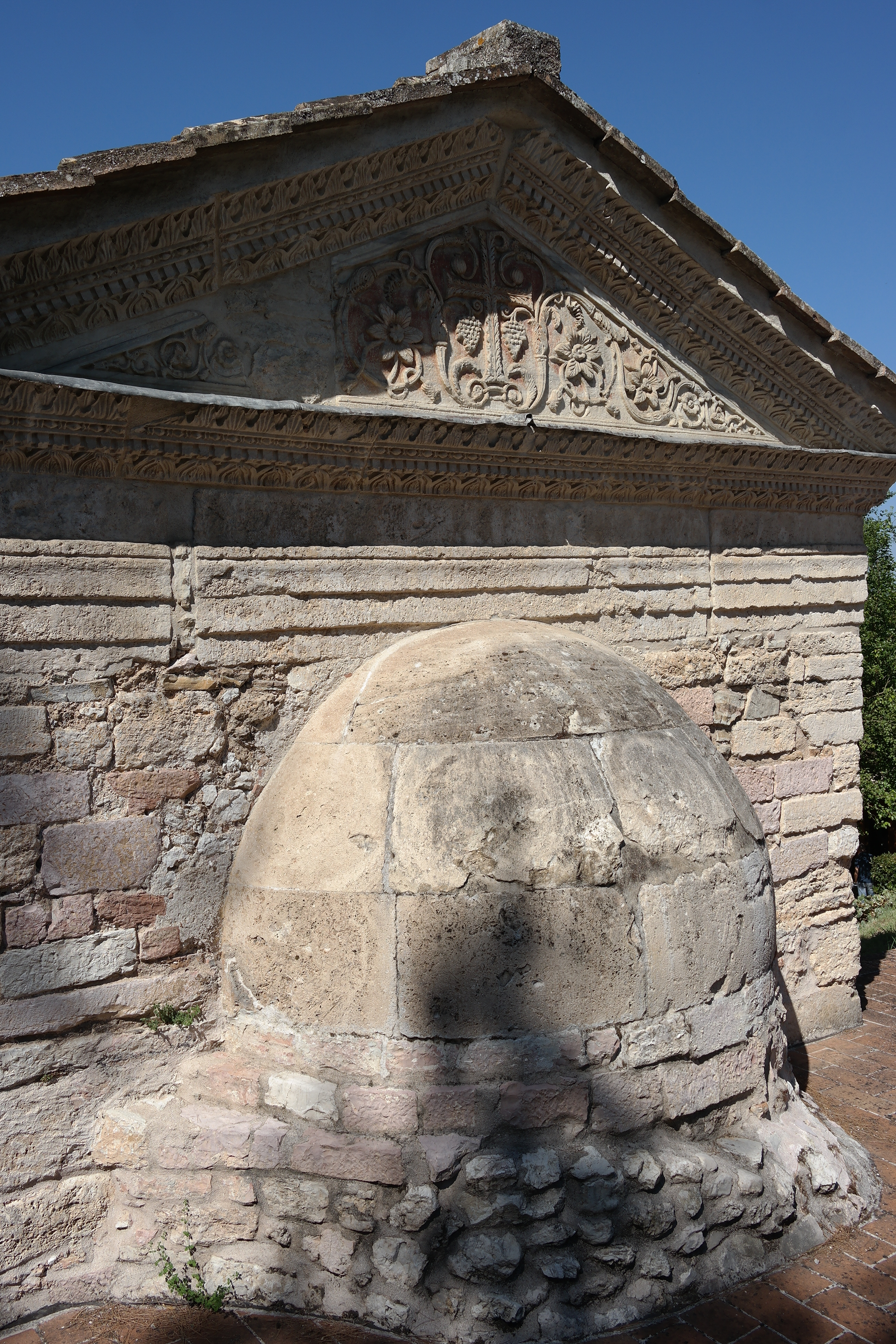
Tempietto del Clitunno, abside
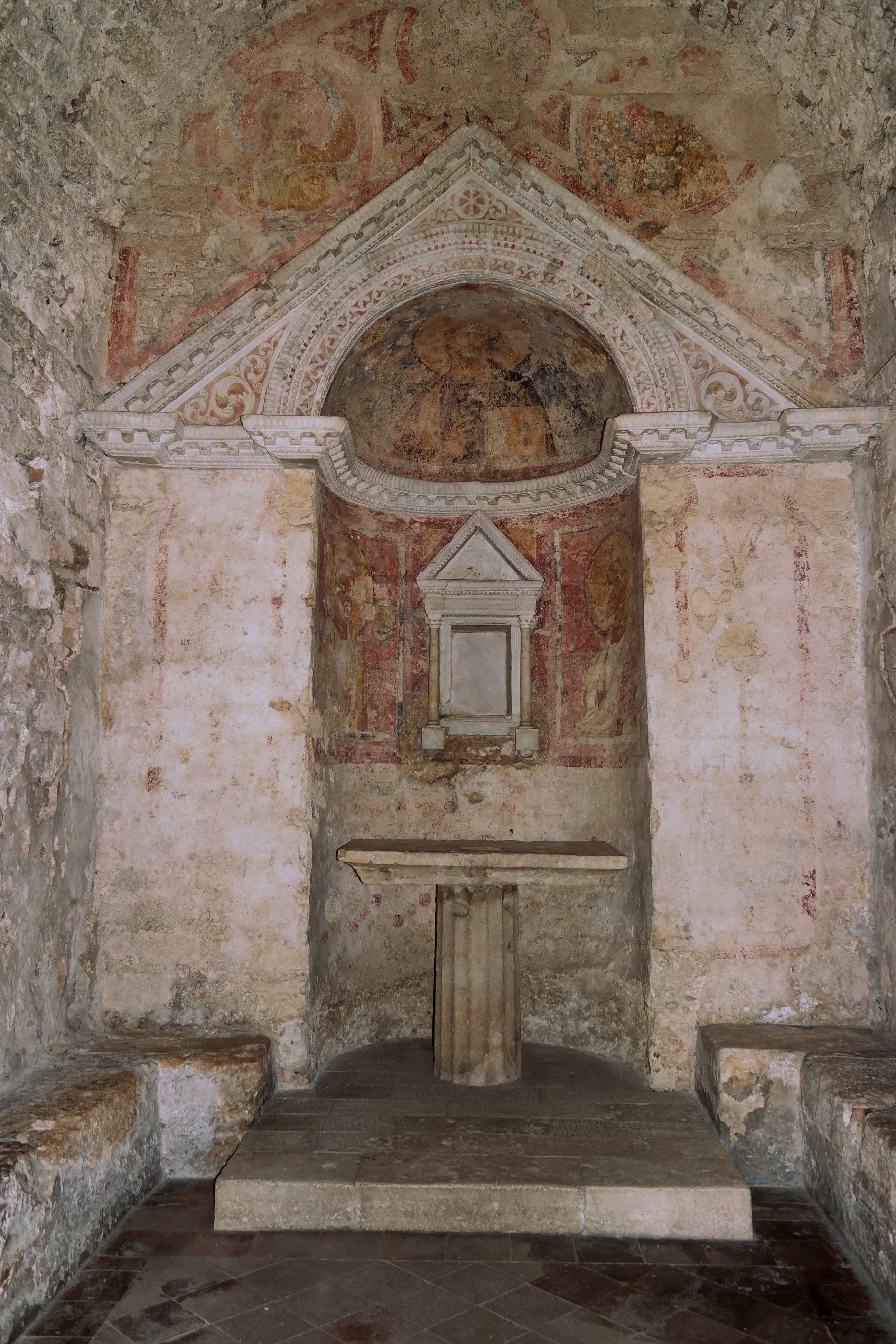
Tempietto del Clitunno, interno

### Benevento
A Benevento, già sede del più importante ducato longobardo della Langobardia Minor, le testimonianze longobarde riconosciute dall'UNESCO sono raccolte nel complesso monumentale che si articola intorno alla chiesa di Santa Sofia, fondata dal duca Arechi II intorno al 760. Fu costruita su modello della cappella palatina di Liutprando a Pavia; la pianta centrale si rifà a quella dell'omonima chiesa di Costantinopoli, ma è al centro sei colonne sono disposte ai vertici di un esagono e collegate da archi che sorreggono la cupola. L'esagono interno è poi circondato da un anello decagonale con otto pilastri di pietra calcarea bianca e due colonne ai fianchi dell'entrata, ognuno dei quali disposto parallelamente alla corrispondente parete. Degli affreschi originari, che ricoprivano tutto l'interno della chiesa, sono rimasti alcuni frammenti nelle due absidi laterali.
Del complesso fanno parte anche un monastero, sebbene quello conservato sia frutto di una riedificazione duecentesca in luogo dell'originario edificio longobardo, e il suo chiostro quadrangolare, anch'esso tardo.

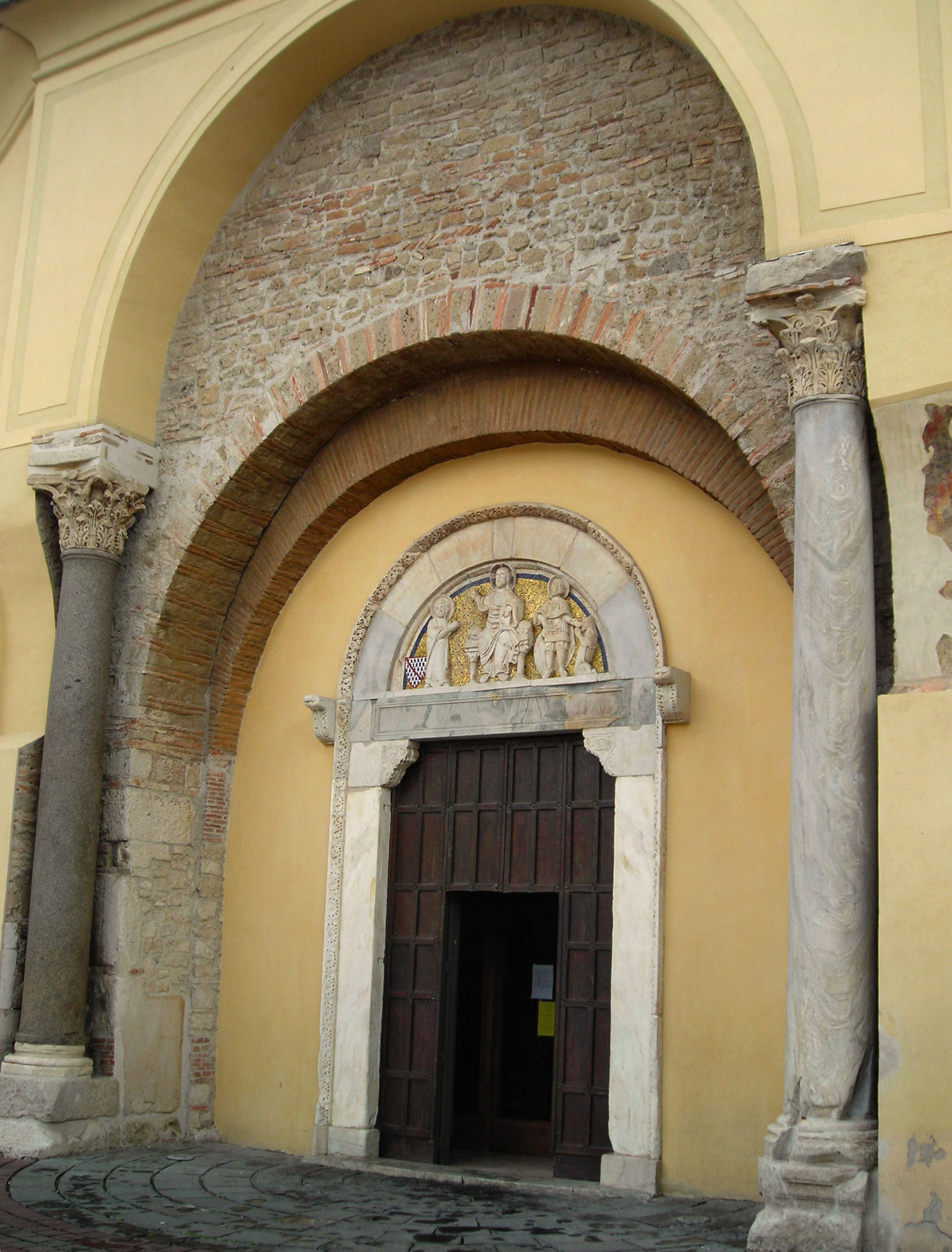
Chiesa di Santa Sofia, portale
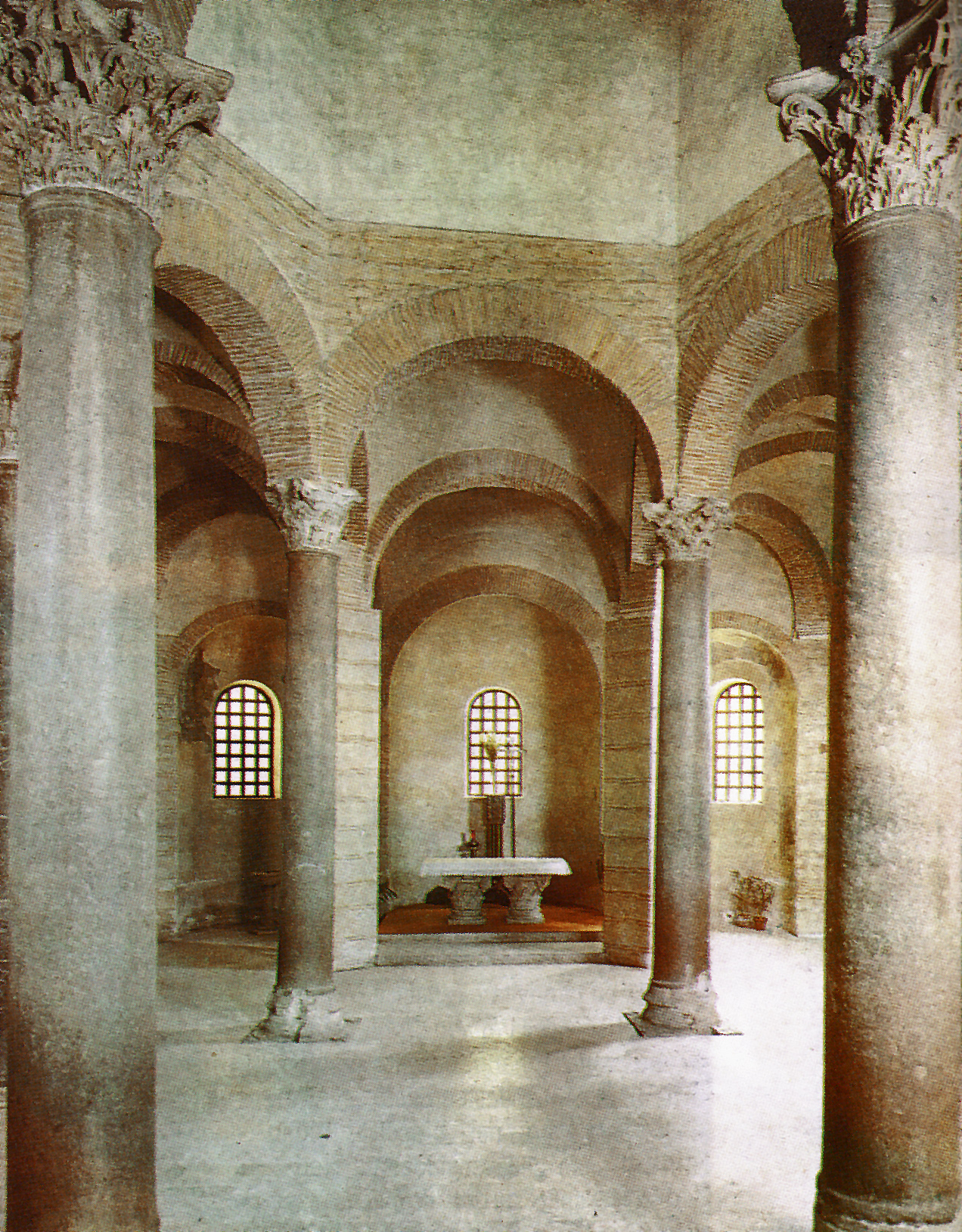
Chiesa di Santa Sofia, interno
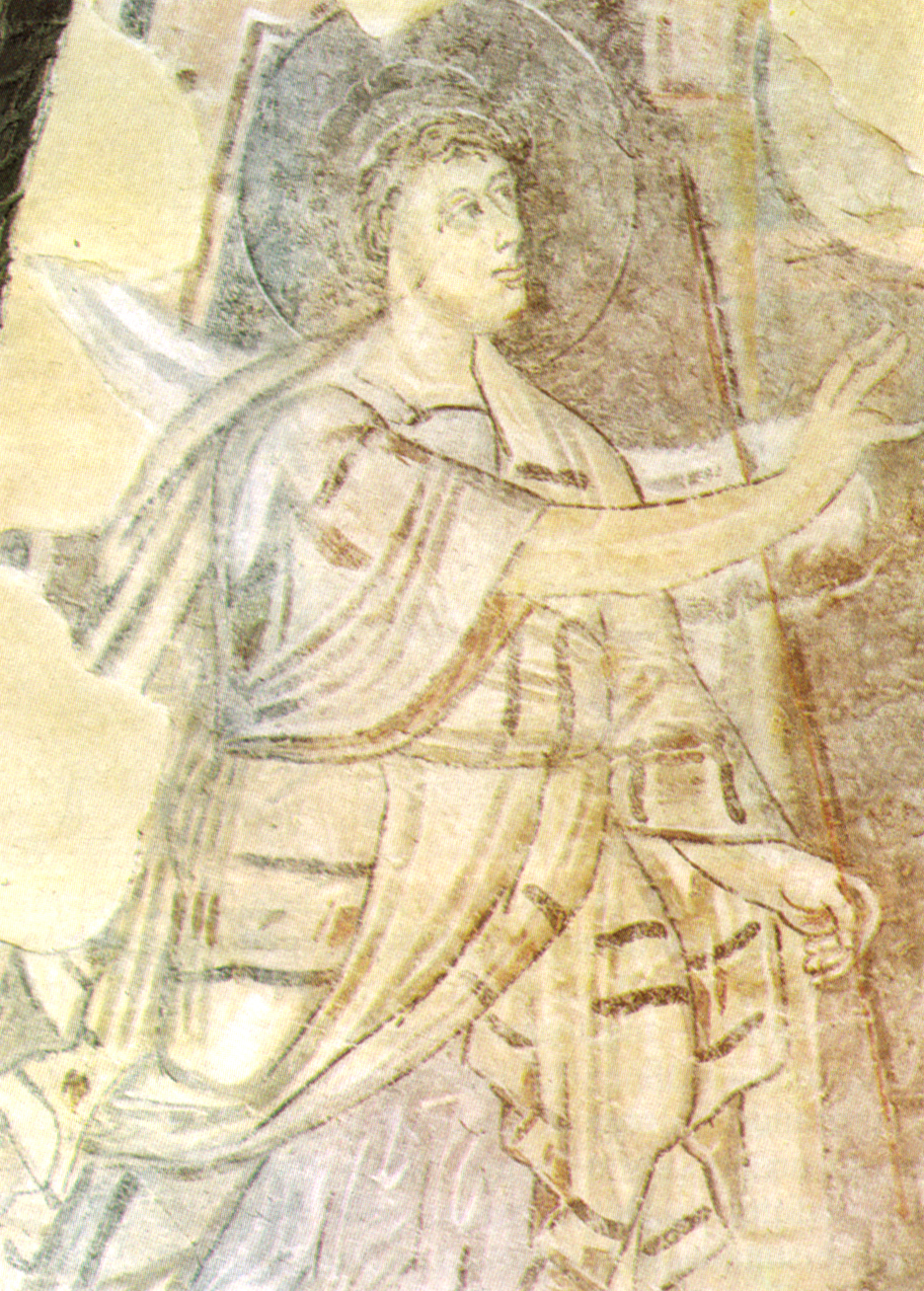
Affreschi di Santa Sofia, Annuncio a Zaccaria (particolare)
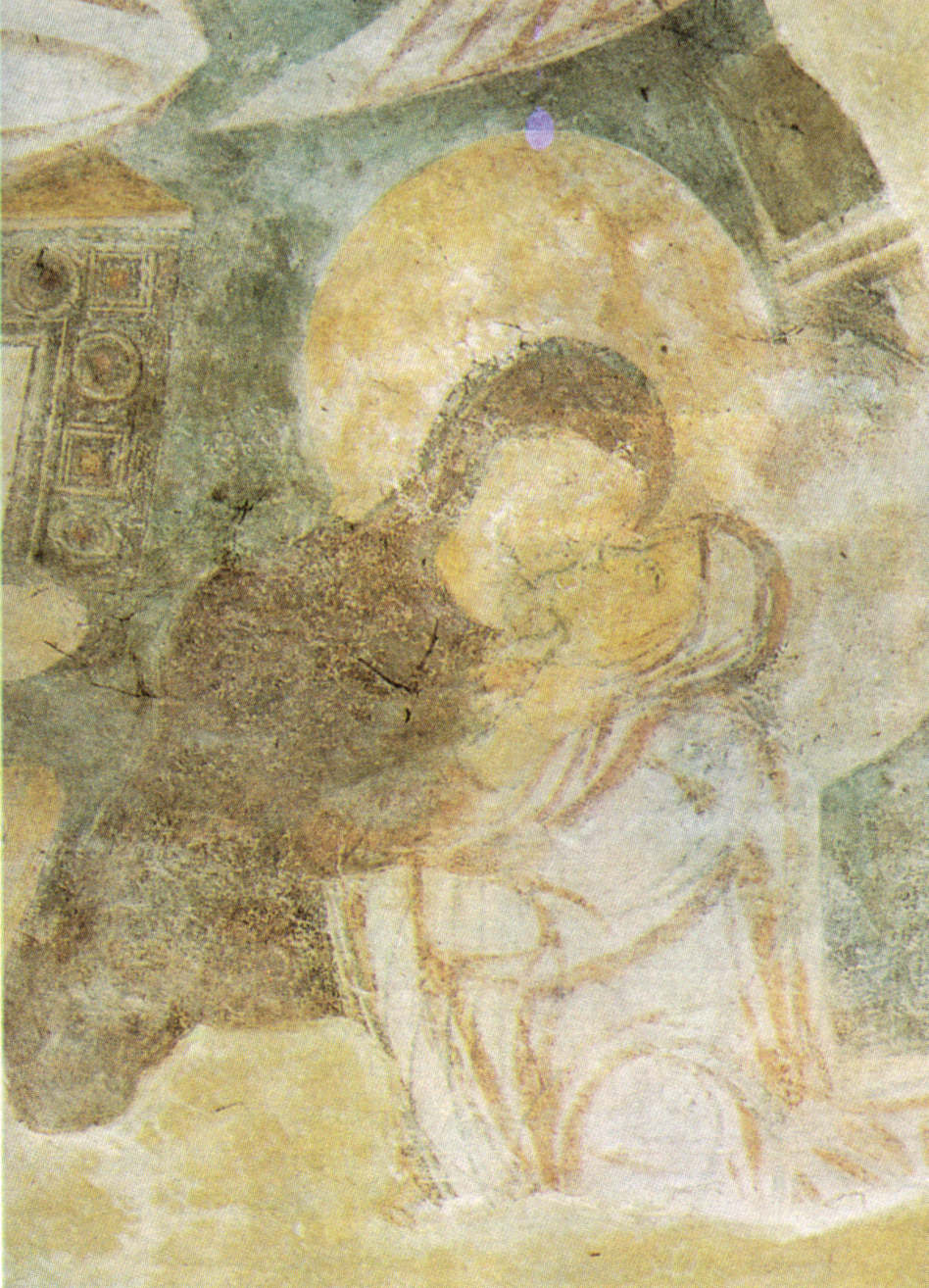
Affreschi di Santa Sofia, Visitazione (particolare)

### Monte Sant'Angelo
Nel territorio del ducato di Benevento sorgeva il santuario di San Michele Arcangelo, fondato prima dell'arrivo dei Longobardi e da questi adottato come santuario nazionale dal VII secolo in poi, a seguito della loro conquista del Gargano. Il complesso si trova a Monte Sant'Angelo (Foggia) e testimonia il particolare Culto micaelico presso i Longobardi. Il santuario fu oggetto del mecenatismo monumentale sia dei duchi di Benevento, sia dei re installati a Pavia, che promossero numerosi interventi di ristrutturazione per facilitare l'accesso alla grotta della prima apparizione e per alloggiare i pellegrini. San Michele Arcangelo divenne così una delle principali mete di pellegrinaggio della cristianità, tappa di una variante della Via Francigena che conduceva in Terra santa.
Il santuario è stato ampiamente ricostruito, specie nella sua parte superiore; all'età longobarda risalgono solo le cripte che conducono alla grotta dove, secondo la tradizione, sarebbe apparso l'arcangelo Michele.

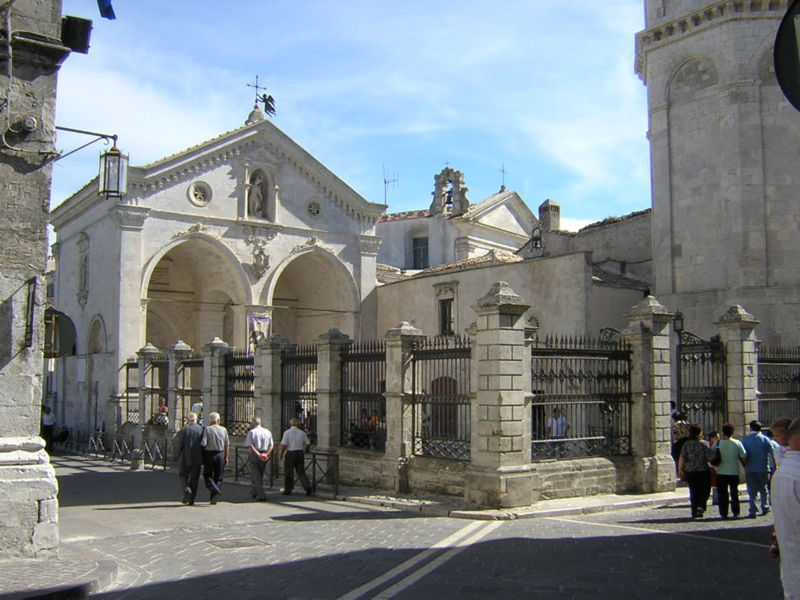
Santuario di san Michele
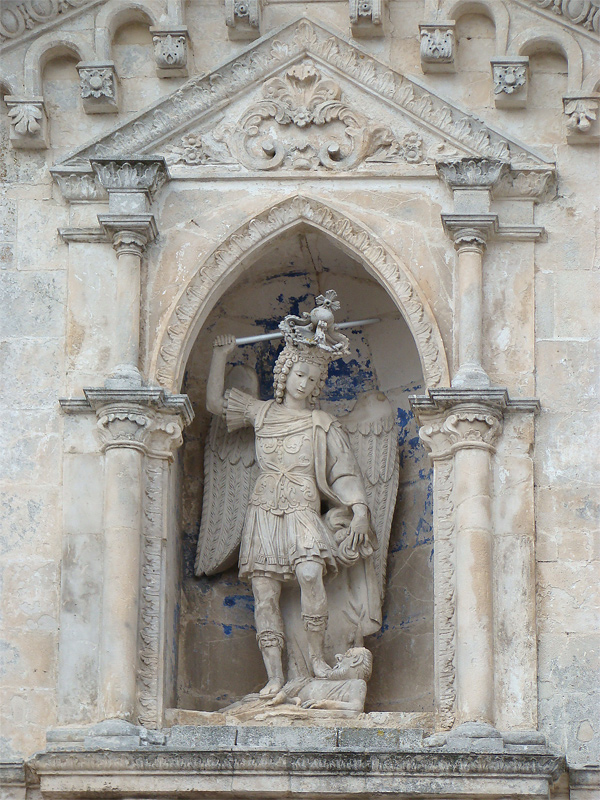
Statua di san Michele all'entrata del santuario
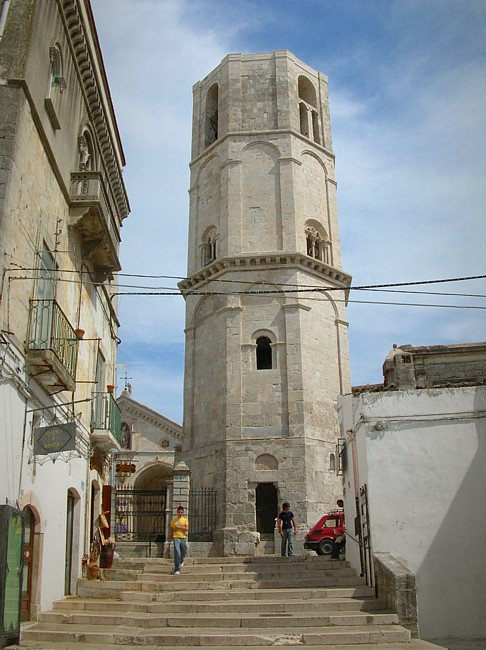
Campanile del santuario
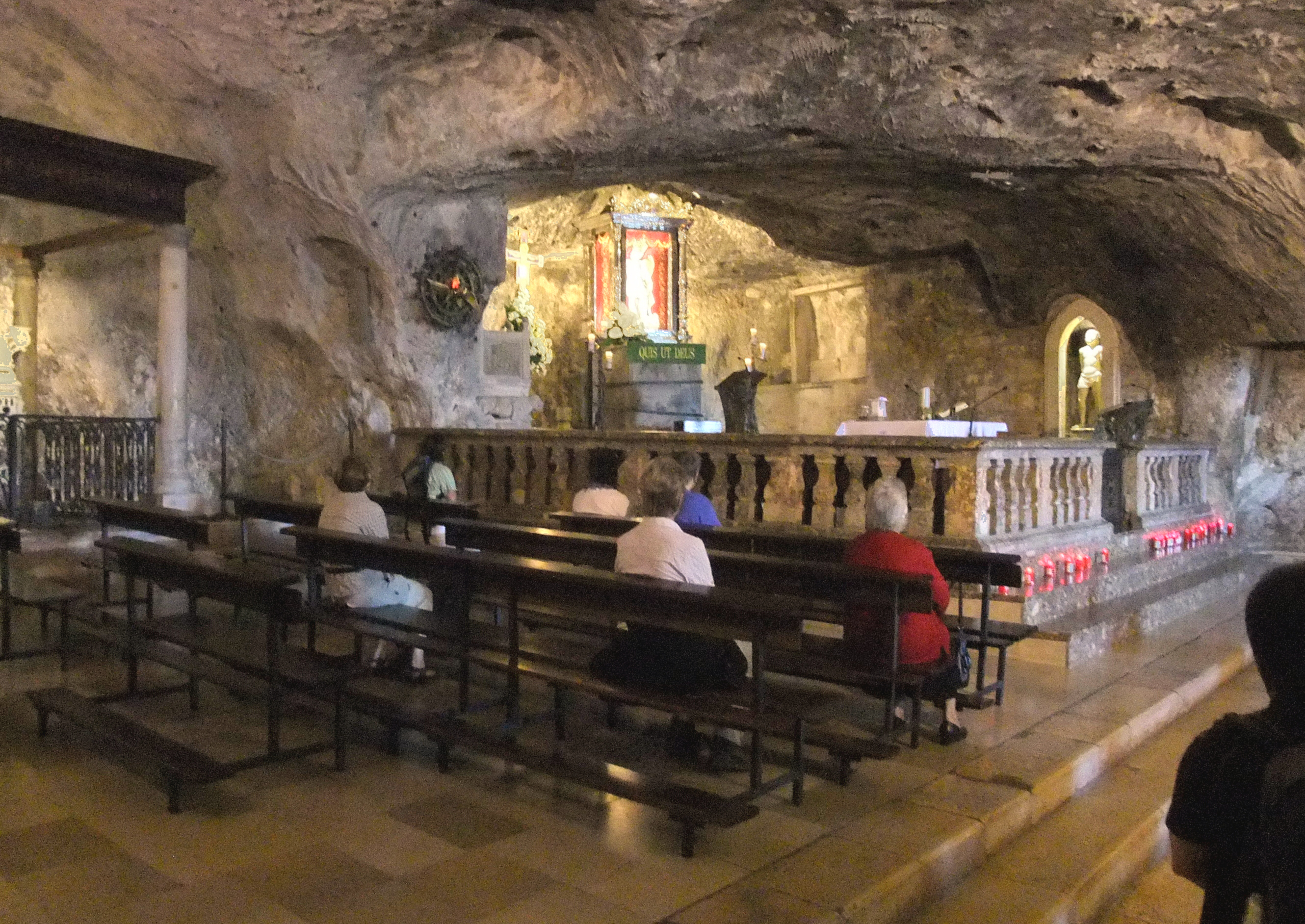
Grotta dell'apparizione dell'arcangelo